# Platan klonolistny „Samuel” w Prudniku
Platan klonolistny „Samuel” w Prudniku – pomnik przyrody, platan klonolistny, rosnący w Prudniku, przy ul. Nyskiej, przy dawnej portierni Zakładów Przemysłu Bawełnianego „Frotex”.

## Charakterystyka
Platan ten należy do najokazalszych na Opolszczyźnie. Wiek drzewa szacowany jest na około 170 lat. Obwód jego pnia wynosi 472 cm (na wysokości 130 cm). Imię Samuel zostało mu nadane na cześć Samuela Fränkla, założyciela zakładów włókienniczych „Frotex”, przy których się znajduje.
Pomnik przyrody został ustanowiony 18 czerwca 2016 zgodnie z uchwała nr XXV/396/2016 Rady Miejskiej w Prudniku z dnia 25 maja 2016.